# داريل شابمان
داريل شابمان (بالإنجليزية: Darrel Chapman)‏ هو لاعب دوري الرغبي أسترالي، ولد في 11 سبتمبر 1937، وتوفي في 10 أكتوبر 1992.